# Gregor Schlierenzauer
Gregor Schlierenzauer (nascido em 7 de janeiro de 1990, em Innsbruck) é um saltador de esqui da Áustria.
Em 2010 conquistou a medalha de ouro na pista longa por equipes durante os Jogos Olímpicos de Vancouver. Nas provas individuas conquistou duas medalhas de bronze nas pistas normal e longa.